# Paracallia giesberti
Paracallia giesberti là một loài bọ cánh cứng trong họ Cerambycidae.